# Chase Masterson
Chase Masterson, pseudonimo di Christianne Carafano, conosciuta anche come Christie Carafano (Colorado Springs, 26 febbraio 1963), è un'attrice e cantante statunitense.
Nota soprattutto per aver interpretato il personaggio di Leeta in Star Trek: Deep Space Nine, terza serie televisiva live action del franchise di fantascienza  Star Trek, gode di ampio seguito di fan ed è particolarmente apprezzata per la sua presenza nel cinema e nella fiction televisiva di genere fantascientifico.
Tra 2011 e 2016 è stata inoltre protagonista, nei panni della cacciatrice di taglie Vienna Salvadori, di una serie di audiolibri pubblicati dalla Big Finish Productions parte del franchise britannico del Doctor Who, al fianco del Quarto (Tom Baker) e Settimo Dottore (Sylvester McCoy), e del suo spin-off Vienna.

## Biografia
Christianne Carafano è nata a Colorado Springs, in Colorado, negli Stati Uniti d'America. Mentre sua padre prestava servizio nell'Esercito degli Stati Uniti, Christianne è vissuta in varie località degli Stati Uniti, tra le quali West Haven, e tre anni in Germania.
Dopo aver iniziato la carriera utilizzando il diminutivo del proprio vero nome, Christie Carafano, comparendo tra l'altro nelle due pellicole Songwriter - Successo alle stelle (Songwriter, 1984) e Confessions of a Serial Killer - La vera storia di Henry Lee Lucas (Confessions of a Serial Killer, 1985), assunto lo pseudonimo di Chase Masterson, nel 1994 arriva il primo ruolo di rilievo, quanto interpreta il personaggio di Ivy Lief nella soap opera General Hospital

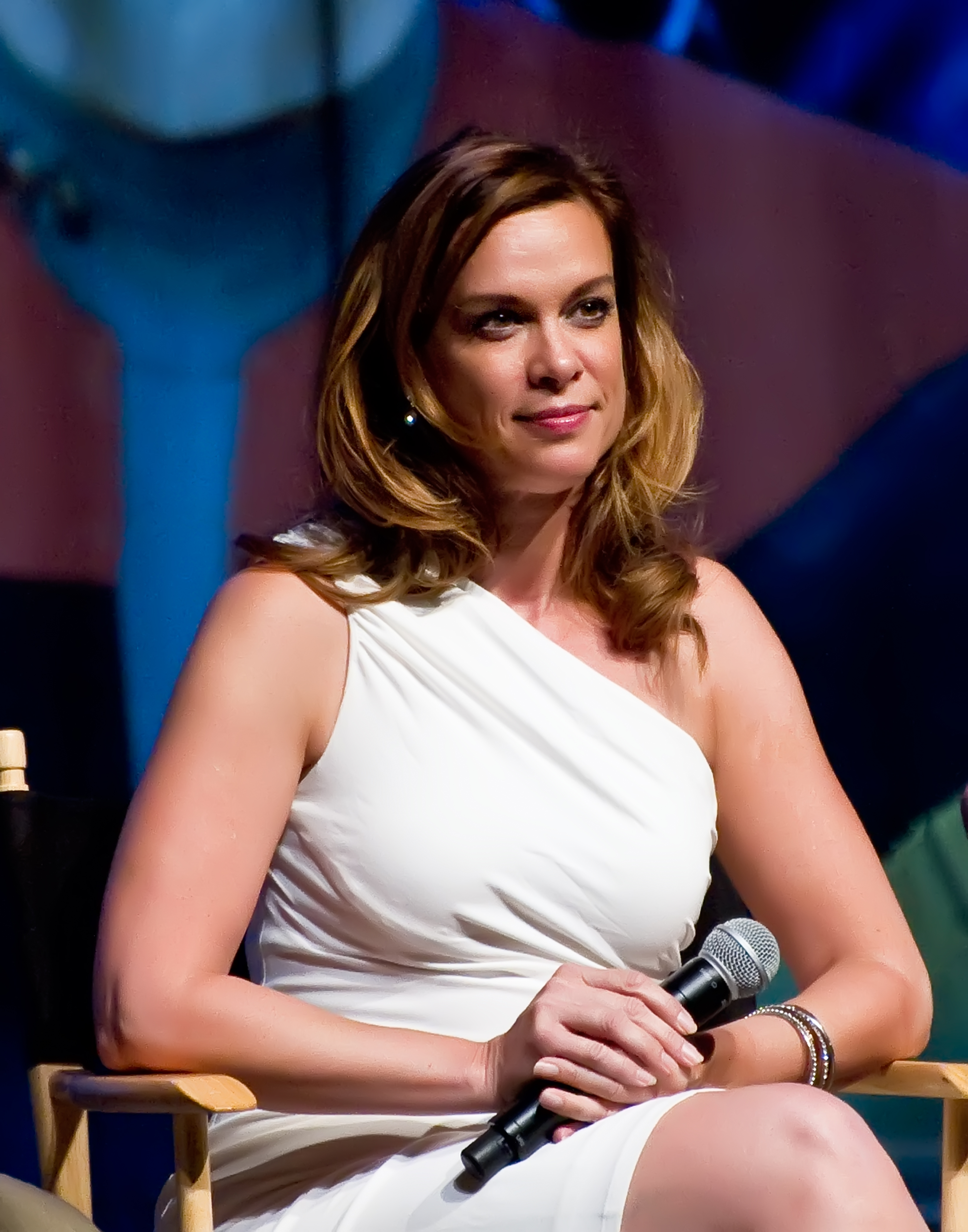
Chase Masterson alla convention di Star Trek a Las Vegas nel 2011

In seguito, dal 1995 al 1999, entra a far parte del cast fisso di Star Trek: Deep Space Nine, terza serie live action del franchise di fantascienza creato da Gene Roddenberry negli anni sessanta Star Trek. Chase Mastersons vi interpreta la ragazza Dabo Leeta, una bajoriana che lavora nel bar del ferengi Quark (Armin Shimerman), divenendo in seguito, dopo una relazione con il medico della stazione spaziale Deep Space Nine Julian Bashir (Alexander Siddig), la moglie del fratello di Quark, Rom (Max Grodénchik), che alla fine verrà nominato Grande Nagus, massima carica cui può aspirare un ferengi. Da un piccolo ruolo di poche battute in un primo episodio, Chase Masterson, grazie all'apprezzamento del pubblico, viene inserita in un arco narrativo di cinque anni. Chase Masterson ritornerà in altre opere del franchise di Star Trek, per lo più non canoniche: la miniserie fanfiction Star Trek: Of Gods and Men (2007), diretta da Tim Russ, il Tuvok della serie Star Trek: Voyager, dove interpreta il personaggio di Xela; due episodi della miniserie televisiva animata Starship Farragut - The Animated Episodes (2009-2010), nella quale dà voce a vari personaggi; il videogioco Star Trek Online (2010), in cui dà voce al suo personaggio di Leeta; il film d'animazione Star Trek: Captain Pike (2016), in cui dà voce al personaggio di Susan Kelly. Nel 2020 appare inoltre nella serie di podcast Trek Untold e nel film, diretto da Steven L. Fawcette, Unbelievable!!!!!, che non fa parte del franchise ma raduna nel suo cast molti attori delle varie serie televisive di Star Trek, fin dalla serie classica degli anni sessanta, tra i quali: Nichelle Nichols (prima e più nota interprete di Uhura), Walter Koenig (Pavel Chekov), Marina Sirtis (Deanna Troi), Michael Dorn (Worf), Armin Shimerman (Quark), Tim Russ (Tuvok), Robert Picardo (Dottore) e tanti altri.
Nel 1995 compare nell'episodio Inferno nell'acqua (Hell and High Water), della terza stagione della serie televisiva con protagonista George Clooney E.R. - Medici in prima linea (ER). L'anno successivo è nell'episodio  Messaggi subliminali (Season's Greedings), della serie televisiva di fantascienza I viaggiatori (Sliders), che narra le avventure di un gruppo di viaggiatori che si ritrova a viaggiare attraverso le dimensioni parallele del proprio multiverso, che avvengono grazie alla realizzazione di un ponte di Einstein-Rosen.
Durante gli anni novanta, la sua ampia popolarità quale attrice di genere fantascientifico, in particolare grazie al personaggio di Leeta in Star Trek: Deep Space Nine, spinge USA Networks ad assumere Chase Masterson quale presentatrice del programma del canale Sci-Fi Channel, Sci-Fi Entertainment, basato sullo stile del più celebre programma Entertainment Tonight.
Del 2001 è la sua partecipazione al musical di Leslie Bricusse Scrooge, al fianco di Robert Picardo (il Dottore di Star Trek: Voyager), Katie Campbell, Brian Williams e Fletcher Sheridan, cui fa seguito l'album Scrooge, che ne contiene le musiche. 
Nel 2004, grazie alla sua popolarità e alla sua presenza nel genere cinematografico e televisivo di fantascienza, Chase Masterson viene eletta una delle 50 Sexiest Women of the Year (lett. "Le 50 donne più sexy dell'anno") al mondo dalla rivista maschile Femme Fatales, e #1 Favorite Science Fiction Actress on Television (lett. "Prima attrice di fantascienza televisiva preferita") in un sondaggio dei lettori di TV Guide. Tra il 2004 e il 2005 conduce un talk-show in versione podcast per il sito web The Fandom. Nella stagione 2005-2006 viene inoltre scelta dal canale on demand di Encore STARZ, quale conduttrice del loro talk-show Only Here.

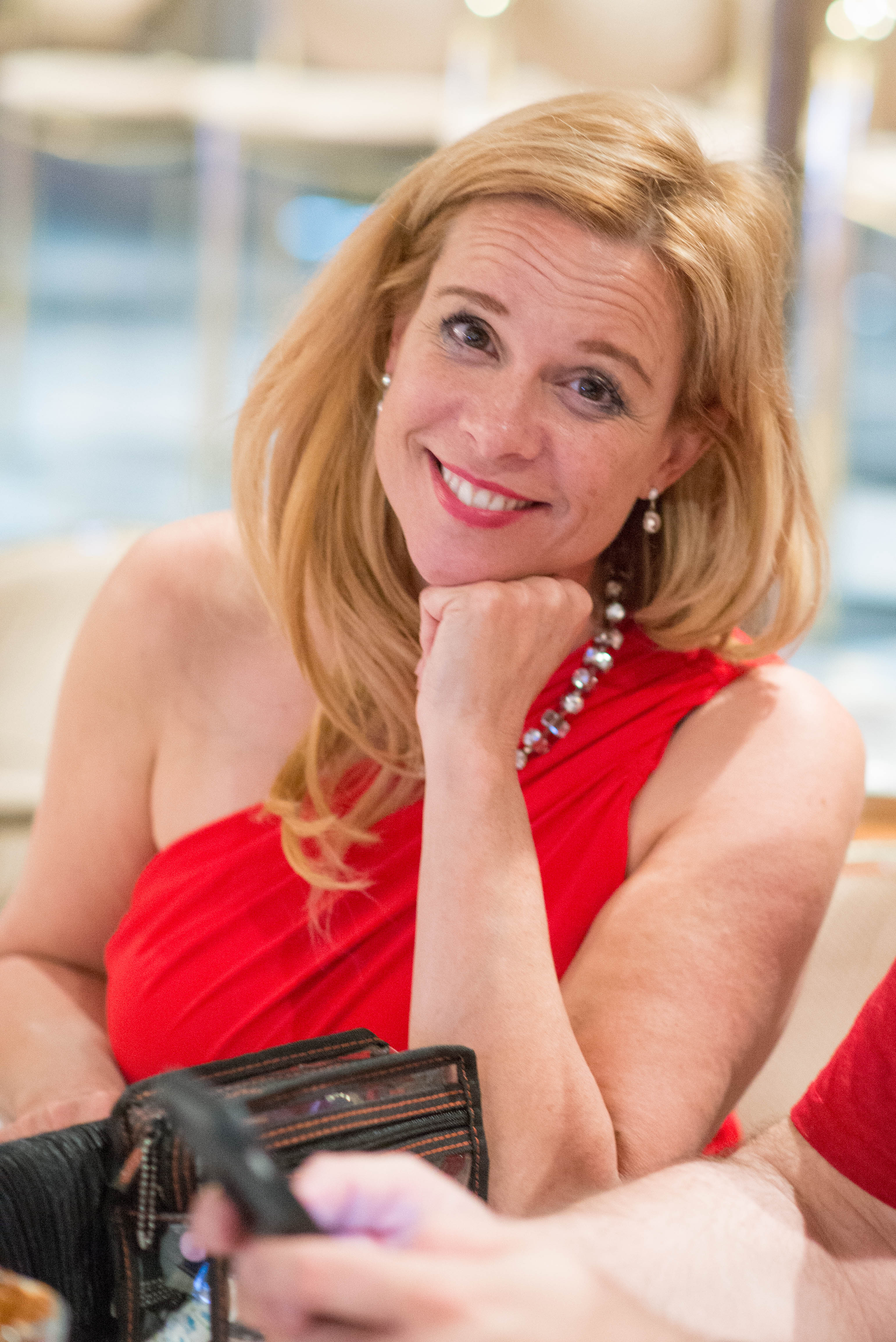
Chase Masterson nel 2016

Attiva anche come doppiatrice, soprattutto in film e serie animate di fantascienza, nel 2006 presta la voce al personaggio di Janice Em, nel film di animazione Robotech: The Shadow Chronicles, tratto dall'anime Robotech e primo lungometraggio concepito espressamente per l'universo Robotech, ambientato alla termine della terza guerra Robotech, in cui riprende le vicende narrate al termine della terza stagione dell'anime.
Al lavoro al cinema e in televisione, Chase Masterson affianca anche quello di cantante jazz ed easy listening. Nel 2006 esce l'EP jazz Ad Astra!, mentre nel 2008 esce l'album Thrill of the Chase, il cui titolo gioca con il suo nome d'arte. Lo stesso anno pubblica anche l'album Crystal Anniversary: Songs from the Holosuite, pubblicato per celebrare il quindicesimo anniversario della serie Star Trek: Voyager.
Nel 2009 recita nel film fantascientifico-noir diretto da James Kerwin Yesterday Was a Lie, del quale è anche produttrice e dove interpreta una cantante lounge che collabora con la protagonista Hoyle (Kipleigh Brown) a risolvere la sua indagine. Il film le fa ottenere una candidatura al LA Femme Film Festival del 2008 nella categoria miglior produttrice di un lungometraggio. Nel dicembre dello stesso anno, AOL la inserisce inserita nella sua classifica delle TV's Sexiest Aliens, From Antarians to Vulcans (lett. "Le aliene più sexy, dalle antariane alle vulcaniane"), motivando che Chase Masterson è "regolarmente votata l'ospite più popolare alle convention di Star Trek".
Nel 2011 Chase Masterson pubblica l'album Yesterday Was a Lie, colonna sonora del film omonimo. Fanno seguito l'anno successivo gli album Burned With Desire e Jazz Cocktail. Sempre nel 2011 presta la voce a svariate produzioni cinematografiche di animazione della Toei Animation, primi tra tutti i primi tre capitoli di Starzinger, in cui dà la voce alla Regina Lacet. Fanno seguito tre capitoli della serie Ken il guerriero e i primi due capitoli della serie Lun Lun the Flower Girl.
Nel 2012 e 2013 Chase Masterson prende parte a due avventure del Doctor Who, pubblicate in versione audiolibro dalla Big Finish Productions, rispettivamente Doctor Who: The Shadow Heart, al fianco di Sylvester McCoy, il Settimo Dottore, e Doctor Who: Night of the Stormcrow, al fianco di Tom Baker, il celebre Quarto Dottore. Vi interpreta il personaggio della "cacciatrice di taglie incredibilmente affascinante" Vienna Salvadori, che, a partire dal 2013, è protagonista di una propria serie spin-off, sempre pubblicata in audiolibro dalla Big Finish Production, intitolata appunto Vienna. Altri audiolibri fanno seguito negli anni successivi: tra 2013 e 2016 Chase Masterson presta la propria voce ad alcuni episodi tratti dalla serie televisiva britannica del 2008 Survivors, remake dell'omonima, celebre serie televisiva post-apocalittica del 1975 della BBC, I sopravvissuti. In questi due audiolibri è al fianco degli attori Carolyn Seymour e Ian McCulloch, protagonisti principali della serie originale.
Nel 2013 Chase Masterson, che ha sperimentato su se stessa il bullismo mentre frequentava la scuola, fonda la Pop Culture Hero Coalition, un'organizzazione senza scopo di lucro con lo scopo di lottare contro "bullismo, razzismo, misoginia, cyberbullismo, bullismo LGBT e altre forme di odio"
Nel 2018 è ospite speciale alla ventesima edizione del festival Roboexotica a Vienna, dove si esibisce dal vivo in un set per "robot e umani". Tra il 2019 e il 2020 presta la propria voce al computer della serie di fantascienza trasmessa da The CW Pandora. Nel 2023 presta la voce al personaggio protagonista della commedia fantascientifica Je Suis Auto, chiamato appunto Auto. Il film è una commedia farsesca che affronta questioni come l'intelligenza artificiale, la politica del lavoro e la cultura tecnologica.

## Vita privata
Chase Masterson ha un figlio di nome Jeremiah Carafano, di cui l'attrice non ha voluto rivelare chi ne sia il padre.

## Controversie
A seguito di una serie di episodi di stalking da parte di un uomo a Berlino, Chase Masterson – sotto il suo vero nome di Christianne Carafano – è stata parte in causa del caso conosciuto come Carafano v. Metrosplash.com, in cui ha mosso accuse nei confronti del sito Metroplash.com, un servizio di appuntamenti online, precedentemente noto come Matchmaker.com, sul quale il suo persecutore aveva creato un profilo di appuntamenti fittizio che conteneva l'indirizzo di casa di Chase Masterson, il suo numero di telefono, quattro sue fotografie e una descrizione che la caratterizzava come "licenziosa". In seguito a ciò, Chase Masterson ha ricevuto una serie di comunicazioni indesiderate, comprese telefonate oscene. Quando la questione è stata portata all'attenzione di Matchmaker.com, il servizio ha rifiutato di rimuovere il profilo. Chase Masterson ha quindi citato in giudizio Matchmaker.com per diffamazione, violazione della privacy, appropriazione indebita del diritto di pubblicità e negligenza. La United States Court of Appeals for the Ninth Circuit si è pronunciata contro la Masterson, decidendo che l'uomo che ha creato il profilo ne era il solo responsabile, e non Matchmaker.com. La corte ha citato il Communications Decency Act, in cui si afferma che "nessun fornitore o utente di un servizio informatico interattivo deve essere trattato come editore o diffusore di qualsiasi informazione fornita da un altro fornitore di informazioni".

## Filmografia

### Attrice

#### Cinema
- Songwriter - Successo alle stelle (Songwriter), regia di Alan Rudolph (1984) - come Christie Carafano
- Confessions of a Serial Killer - La vera storia di Henry Lee Lucas (Confessions of a Serial Killer), regia di Mark Blair (1985) - come Christie Carafano
- In a Moment of Passion, regia di Zbigniew Kaminski (1993)
- Robin Hood - Un uomo in calzamaglia (Robin Hood: Men in Tights), regia di Mel Brooks (1993)
- Married People, Single Sex, regia di Mike Sedan (1994)
- Digital Man, regia di Phillip J. Roth (1995)
- Ballerina Finale, regia di Christine Rasmussen (1997)
- Marina, regia di David S. Bellino - cortometraggio (1997)
- Stazione Erebus (Sometimes They Come Back... for More), regia di Daniel Zelik Berk - direct-to-video (1998)
- Sammyville, regia di Christopher Hatton (1999)
- The Specials, regia di Craig Mazin (2000)
- Advanced Warriors, regia di Andrew Dymond - direct-to-video (2003)
- Creature Unknown, regia di Michael Burnett (2004)
- Chastity, regia di Mark de Paola (2005)
- Dejà Vu, regia di Tim Russ - direct-to-video (2005)
- Eye of the Beholder, regia di Tim Russ - direct-to-video (2006)
- Yesterday Was a Lie, regia di James Kerwin (2009)
- Fist of the North Star: The Shin Saga, regia di William Winckler (2009)
- The Search for Simon, regia di Martin Gooch (2013)
- R.U.R.: Genesis, regia di James Kerwin - cortometraggio (2013)
- Pop Therapy, regia di Mindy Bledsoe - cortometraggio (2018)
- Manipulated, regia di Matt Berman (2019)
- Unbelievable!!!!!, regia di Steven L. Fawcette (2020)
- Skipping Stones, regia di S.J. Creazzo (2020)
- Take Out, regia di Seth Landau (2022)
- The Wedding Pact 2: The Baby Pact, regia di Matt Berman (2022)
- Accidental Squatter, regia di Kaylene Peoples (2022)
- Je Suis Auto, regia di Juliana Neuhuber (2022)

#### Televisione
- General Hospital - serie TV, episodi sconosciuti (1994)
- E.R. - Medici in prima linea (ER) - serie TV, episodio 2x07 (1995)
- Live Shot - serie TV, episodi 1x03-1x12-1x13 (1995)
- Star Trek: Deep Space Nine - serie TV, 17 episodi (1995-1999) - Leeta
- I viaggiatori (Sliders) - serie TV, episodio 3x12 (1996)
- Acapulco H.E.A.T. - serie TV, episodio 1x17 (1999)
- Temporale perfetto (Lightning: Fire from the Sky), regia di David Giancola - film TV (2001)
- Terminal Invasion, regia di Sean S. Cunningham - film TV (2002)
- Presidio Med - serie TV, episodio 1x05 (2002)
- Manticore, regia di Tripp Reed - film TV (2005)
- Star Trek: Of Gods and Men, regia di Tim Russ - miniserie TV (2007)
- Yesterday Was a Lie - serie TV, episodio 1x06 (2011)
- TMI Hollywood - serie TV, episodi 4x22-5x05 (2014)
- The Flash - serie TV, episodio 1x13 (2015)
- A Christmas Carol + Zombies, regia di Jason Perlman - cortometraggio TV (2015)

### Doppiatrice

#### Cinema
- Robotech: The Shadow Chronicles, regia di Dong-Wook Lee e Tommy Yune (2006)
- Starzinger, regia di Yugo Serikawa e William Winckler (2011) - Regina Lacet
- Starzinger II, regia di Yugo Serikawa e William Winckler (2011) - Regina Lacet
- Starzinger III, regia di Yugo Serikawa e William Winckler (2011) - Regina Lacet
- Lun Lun the Flower Girl, regia di William Winckler (2011)
- Lun Lun the Flower Girl 2, regia di William Winckler (2011)
- Fist of the North Star: The Ray Saga, regia di Toyoo Ashida e William Winckler (2011)
- Fist of the North Star: The Souther Saga, regia di Toyoo Ashida e William Winckler (2011)
- Fist of the North Star: The Toki Saga, regia di Toyoo Ashida e William Winckler (2011)
- Star Trek: Captain Pike, regia di Todd Shawn (2016)

#### Televisione
- Starship Farragut - The Animated Episodes, regia di Michael Struck e Mark Hildebrand - miniserie animata, episodi 1x02-1x02 (2009-2010)
- Pandora - serie TV, 11 episodi (2019-2020) - Voce del computer

#### Videogiochi
- Spycraft: The Great Game, regia di Ken Berris (1996)
- Star Trek Online, regia di Joe Lyford e Lani Minella (2010) - Leeta

### Produttrice
- The Y2K Family Survival Guide, regia di Donnie Briley - direct-to-video (1998)
- Creature Unknown, regia di Michael Burnett (2004)
- Through Your Eyes, regia di Donny Hall, Cory Hudson e James Paul (2007)
- Yesterday Was a Lie, regia di James Kerwin (2009)

### Sceneggiatrice
- Ballerina Finale, regia di Christine Rasmussen (1997)

## Programmi televisivi
- Sci-Fi Entertainment - talk-show (Sci-Fi Channel)
- Only Here - talk-show (STARZ, 2005-2006)

## Radio
- The Fandom - talk- show podcas (2004-2005)
- Trek Untold - podcast (2020)

## Discografia parziale

### Album in studio
- 2008 - Thrill of the Chase
- 2008 - Crystal Anniversary: Songs from the Holosuite
- 2012 - Burned with Desire
- 2012 - Jazz Cocktail

### Colonne sonore
- 2001 - Scrooge (con Robert Picardo, Katie Campbell, Brian Williams e Fletcher Sheridan)
- 2011 - Yesterday Was a Lie

### EP
- 2006 - Ad Astra!
- Revolution

### Singoli
- 2012 - Burned With Desire

### Audiolibri
- 2012 - Doctor Who: The Shadow Heart (con Sylvester McCoy)
- 2013 - Doctor Who: Night of the Stormcrow (con Tom Baker)
- 2013 - Vienna: The Memory Box
- 2014 - Vienna Series 01
- 2014 - Survivors Series 01 (con Carolyn Seymour e Ian McCulloch)
- 2015 - Survivors Series 03 (con Carolyn Seymour e Richard Heffer)
- 2016 - Vienna Series 03 (con Samantha Béart)

### Partecipazioni
- 2014 - Mike Avenaim R.U.R.: Genesis (Original Short Film Soundtrack)

## Riconoscimenti
- Accolade Competition
  - 2014 - Miglior attrice protagonista per R.U.R.: Genesis
- LA Femme International Film Festival
  - 2008 - Miglior produttrice di un lungometraggio per Yesterday Was a Lie[14]

## Doppiatrici italiane
Nelle versioni in italiano delle opere in cui ha recitato, Chase Masterson è stata doppiata da:
- Laura Boccanera in Stazione Erebus[25]
- Giorgia Brugnoli in Star Trek: Deep Space Nine (stagioni 4-5)[26]
- Giò Giò Rapattoni in Star Trek: Deep Space Nine (stagioni 5-7)[26]

Da doppiatrice è sostituita da:
- Giò Giò Rapattoni in Star Trek: Lower Decks